# 달링스
달링스(Darlings)는 인도에서 제작된 자스미트 K 린 감독의 2022년 코미디, 드라마, 스릴러 영화이다. 알리아 바트 등이 주연으로 출연하였다.

## 출연

### 주연
- 알리아 바트 : 바드루니사 셰이크 역
- 셰팔리 샤 : 샴슈니사 역
- 비제이 바르마 : 함자 셰이크 역

### 조연
- 로샨 매튜 : 줄피 역
- 라제시 샤르마 : 카심 역